# Ostryer de Virginie
Ostrya virginiana
Espèce
Classification phylogénétique
Statut de conservation UICN

 LC  : Préoccupation mineure
Répartition géographique
L'Ostryer de Virginie (Ostrya virginiana (Mill.) K. Koch) est un arbre de la famille des Betulaceae apparenté au Charme-houblon. Elle est l'une des 8 espèces du genre Ostrya et la seule espèce de ce genre indigène au Canada.

## Nom
L'Ostryer de Virginie est aussi connu sous le nom de Bois de fer, de Bois dur et de Bois à levier.

## Utilisation
Le bois de l'Ostryer de Virginie est reconnu pour la fabrication des manches d'outils, des leviers et des essieux. C'est un bois réputé pratiquement infendable, d'où son appellation de « bois de fer ».

## Galerie

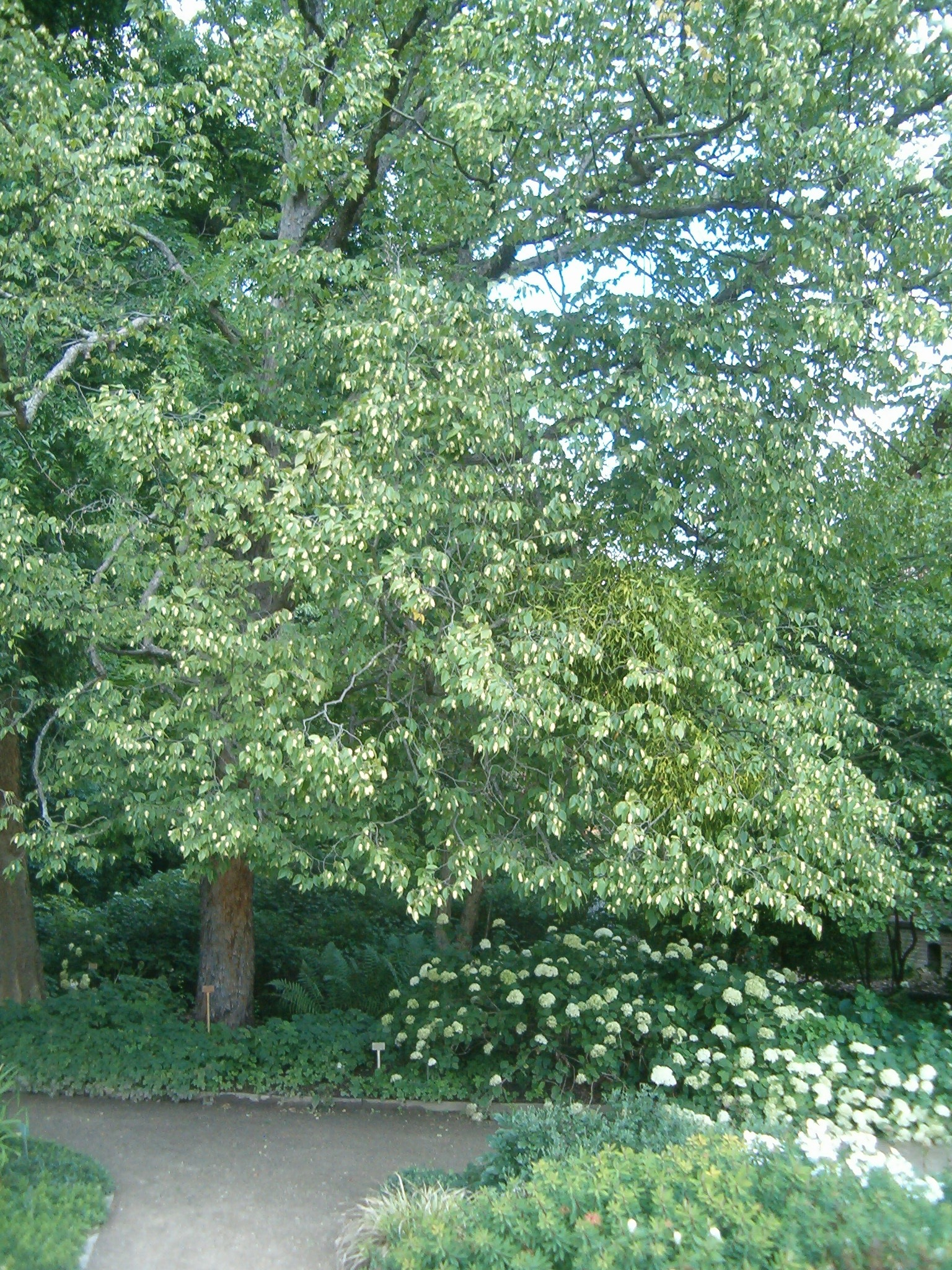
Arbre
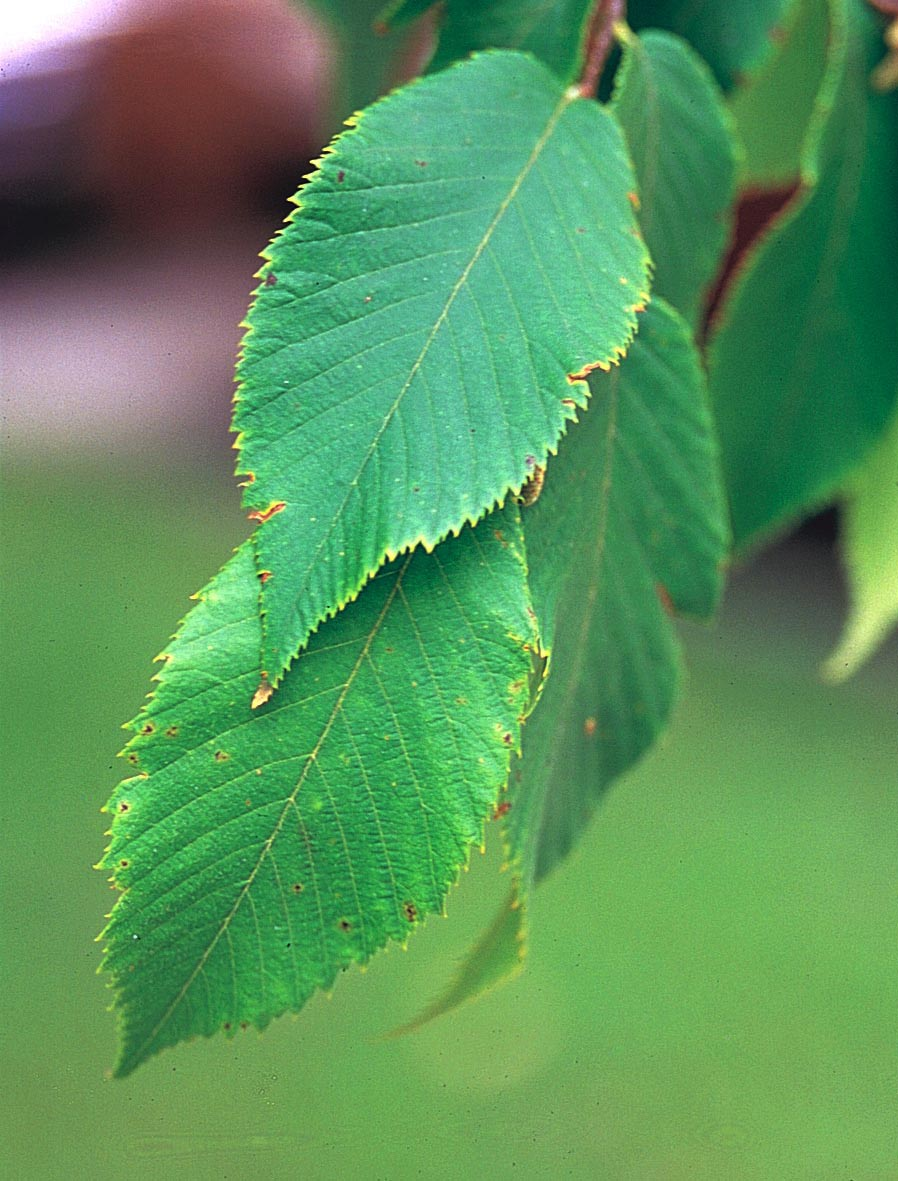
Feuilles
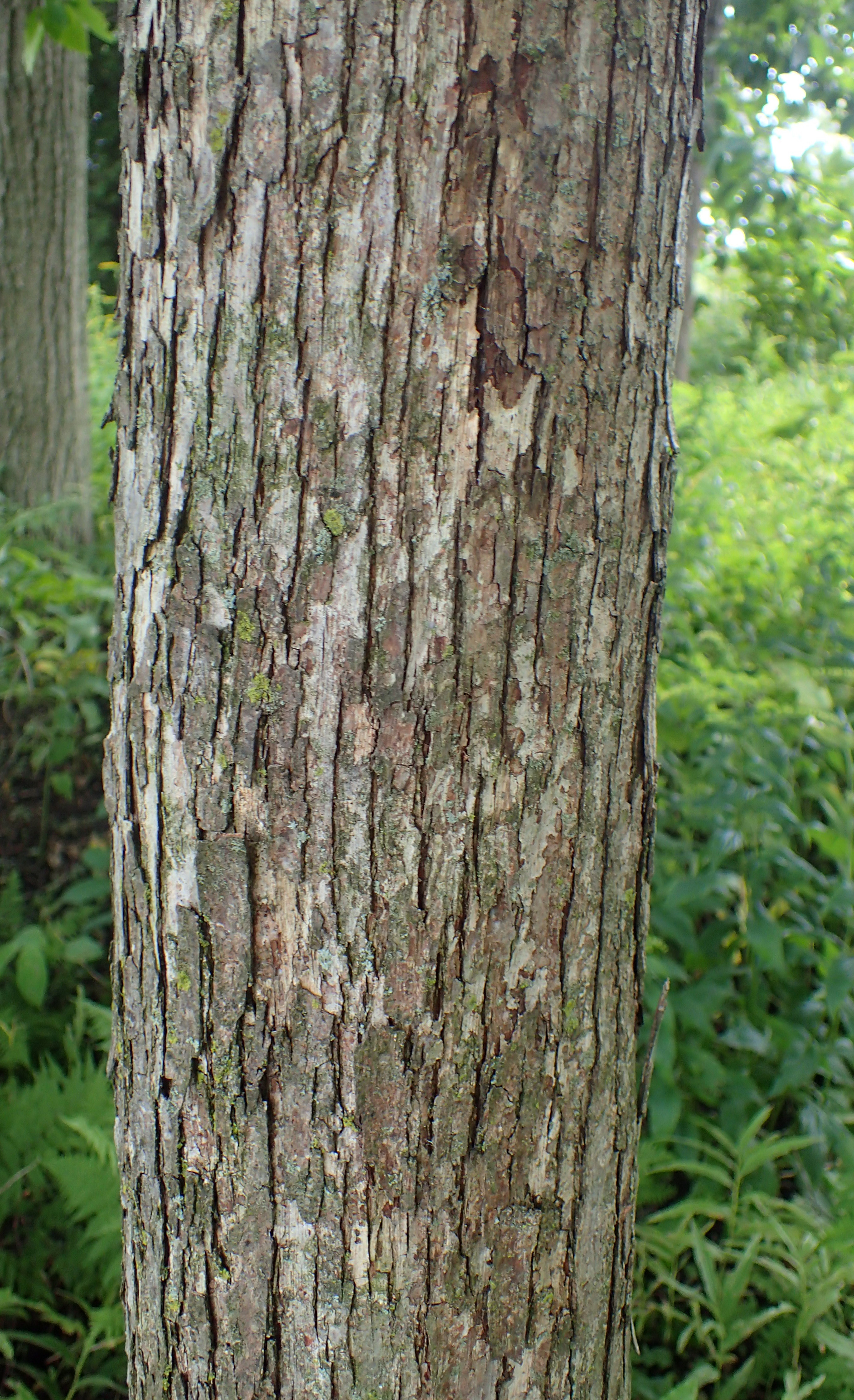
Tronc
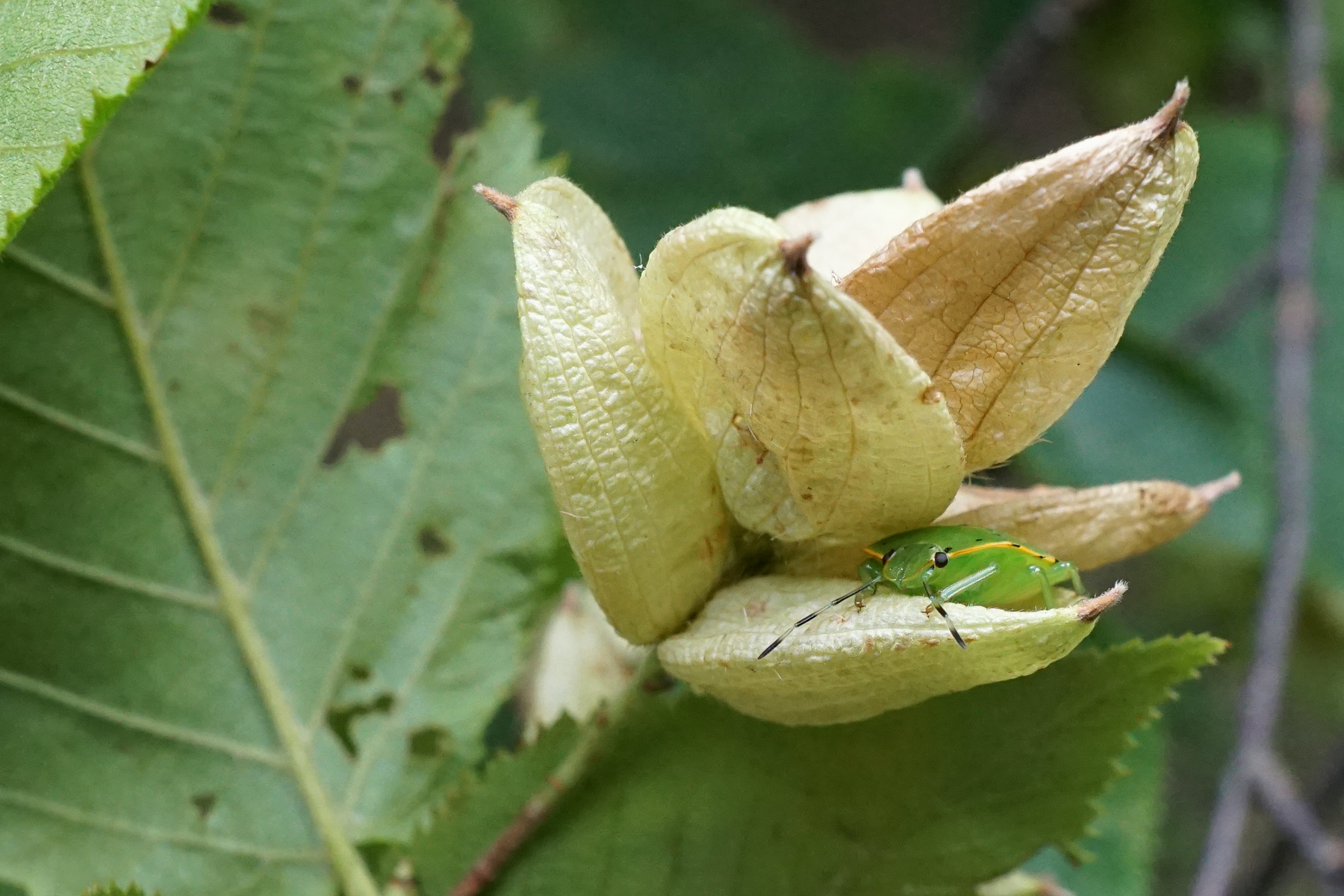
Fruit
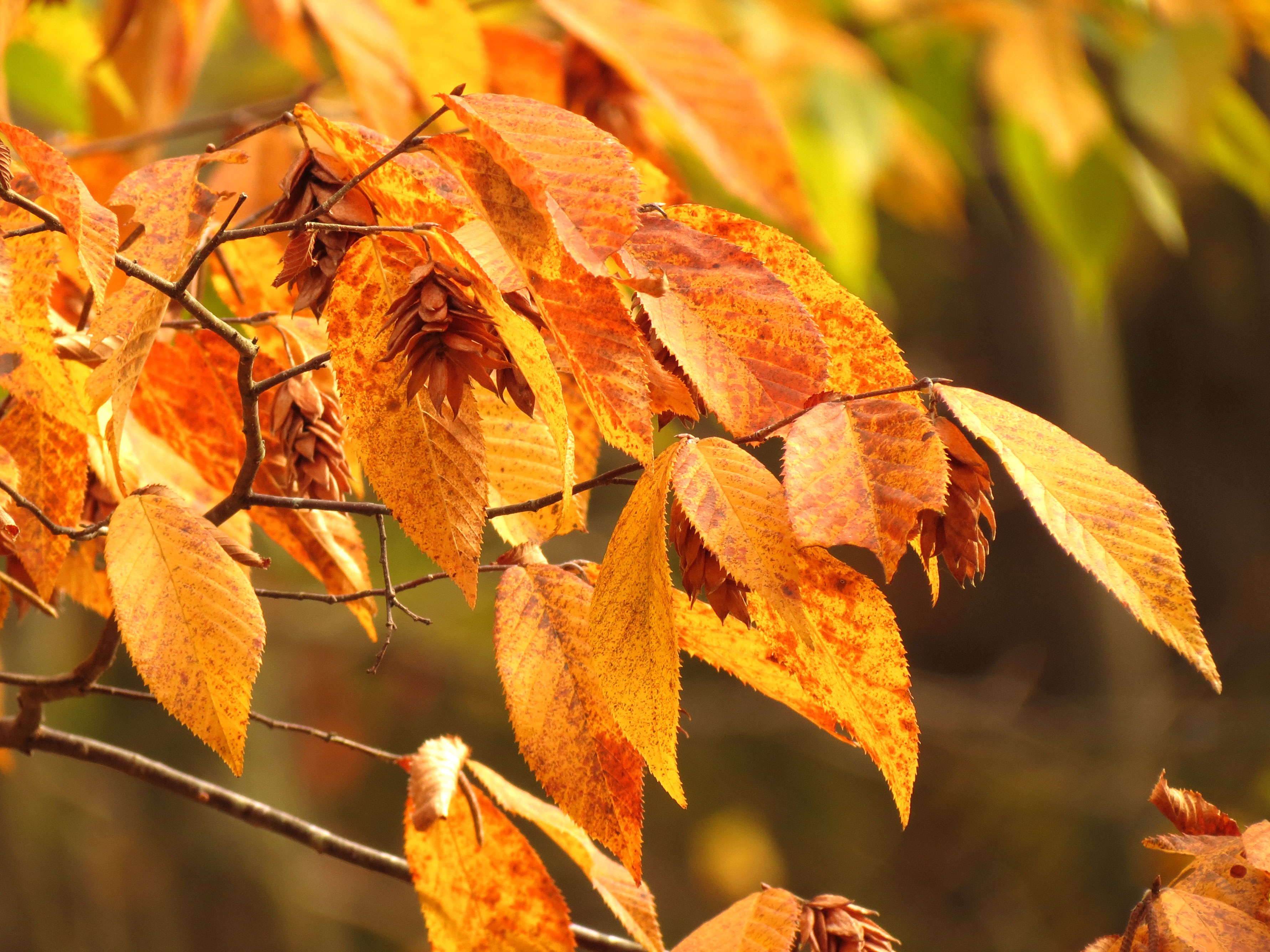
Feuillage automnal
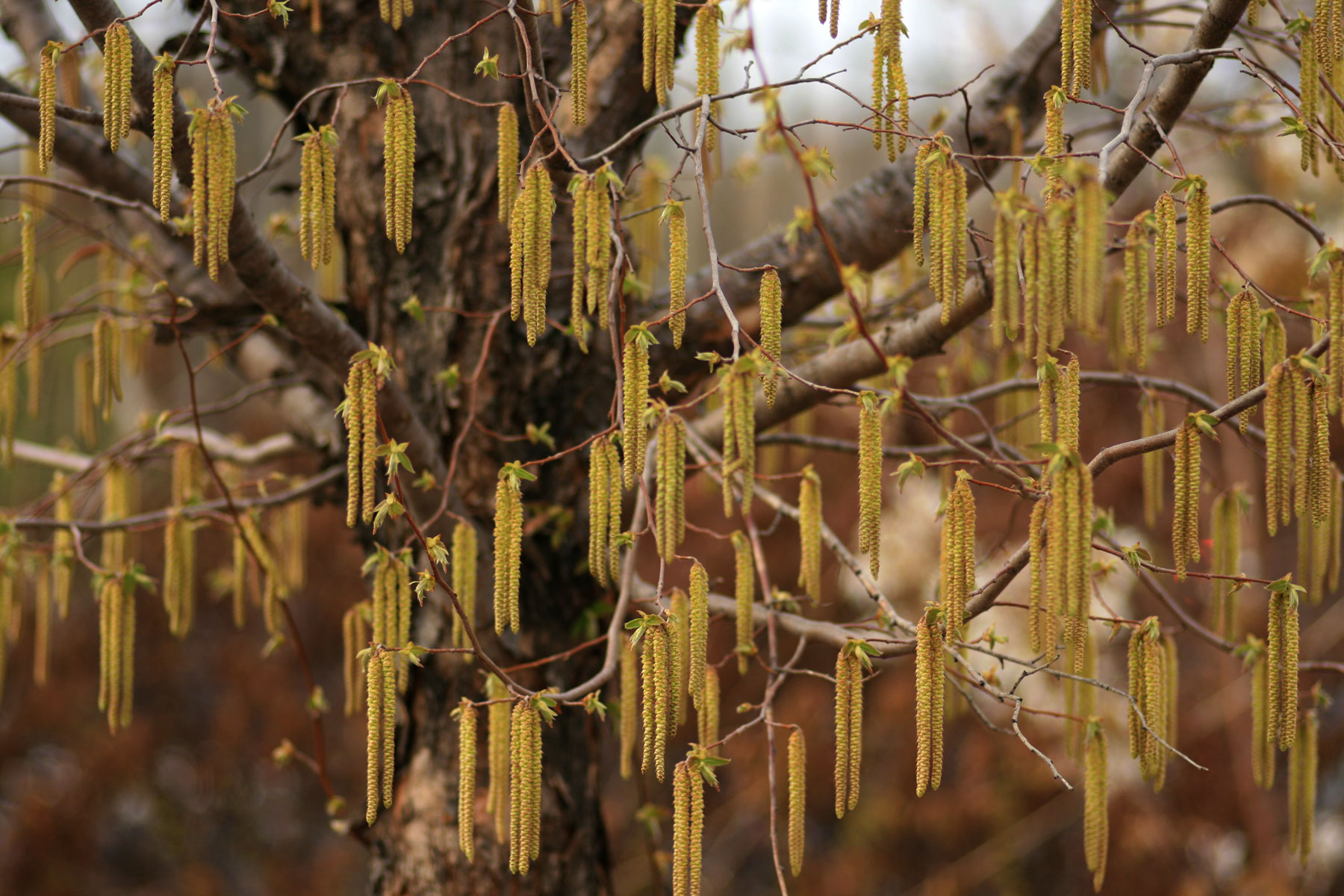
Fleurs mâles